# Simon Georg Sina der Ältere
Simon Georg Sina der Ältere, seit 1818 Sina von Hodos und Kizdia (griechisch Γεώργιος Σίνας; * 1753 in Sarajevo; † 3. August 1822 in Wien) war ein im Königreich Ungarn und im Kaisertum Österreich tätiger Großhändler und Bankier griechischer Herkunft. Er förderte den Außenhandel Österreichs mit dem Osmanischen Reich.

## Biografie
Nachdem Sina bereits in Ungarn geschäftlich tätig war, kam er um 1800 als Staatsangehöriger des Osmanischen Reiches mit seiner Familie nach Wien und begründete hier das Import- und Exportgeschäft mit dem Osmanischen Reich, vor allem mit Tabak und Baumwolle. Bereits um 1810 war er der bedeutendste Bankier Ungarns. Mit Diplom vom 3. April 1818 wurde er mit seinen beiden Söhnen Georg Simon und Johann bei Erwerbung der ungarischen Herrschaften Hodos und Kisdia in den ungarischen Adelstand erhoben. 
Nach 1810 erwarb er von Andreas Freiherrn von Fellner dessen Palais (Hoher Markt Nr. 511; heute 8–9); das Palais Sina war dann der Wohn- und Geschäftssitz in Wien.
Sina war zweimal verheiratet; der 1782 geschlossenen Ehe mit Irene Czippe (1767–1793) entstammte Georg Simon (1782–1856). 1802 heiratete er seine zweite Frau, Katharina von Gyra (1777–1843), mit der er einen weiteren Sohn hatte: Johann Simon (* 16. Januar 1804; † 4. Mai 1869). Johann Simon war als Bankier und Besitzer einer Zuckerfabrik tätig.

## Nachkommen (Auszug)
1. Simon Georg Sina der Ältere (1753–1822)  ⚭ 1782 I. Irene Czippe (1767–1793); ⚭ 1802 II. Katharina von Gyra (1777–1843), und hatte aus jeder Ehe je einen Sohn:
  1. Georg Simon von Sina (1783–1856)  ⚭ Katharina Derra von Moroda (1792–1851), und hatte aus dieser Ehe einen Sohn: 
    1. Simon Georg von Sina der Jüngere (1810–1876) ⚭ Iphigenie Ghika de Defánfalva (* 1815; †?), und hatte aus dieser Ehe vier Töchter: 
      1. Anastasie (* 1838; †?) ⚭ Graf Victor Hermann Wimpffen (1834–1897)
      2. Irene (* 1843; †?) ⚭ Georg Maurocordatos (* ; †?)
      3. Helene (* 1845; †?) ⚭ Fürst Gregor Ypsilanti (1835–1886)
      4. Iphigenie (* 1846; †?) ⚭ Edmund Charles de la Croix (* ; †?)

  2. Johann Simon von Sina (1804–1869) ⚭ Marie von Nicarussi (* 1818; †?)